# Dreieinigkeitskirche (Hamburg-Allermöhe)

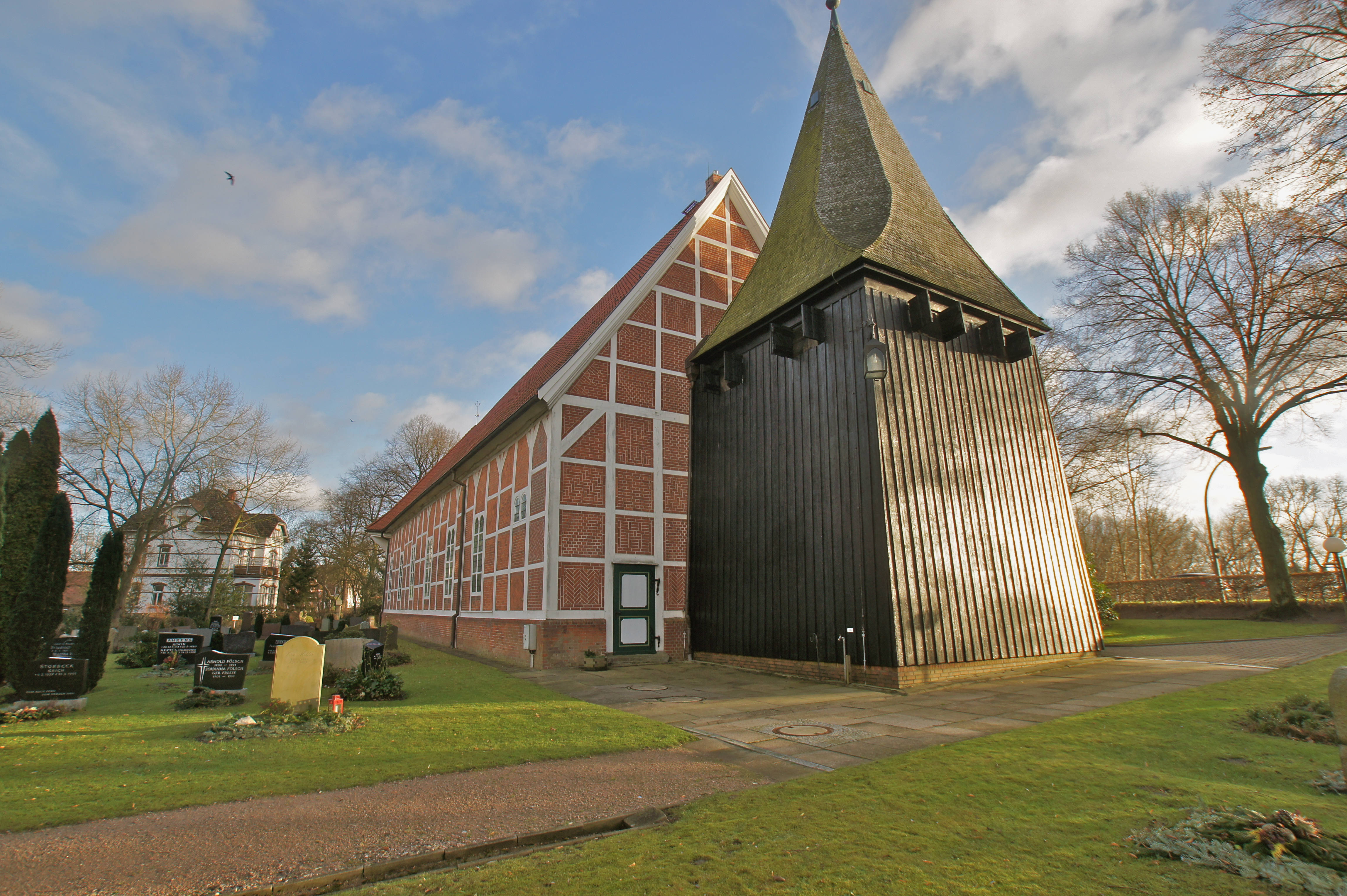
Kirche und Turm

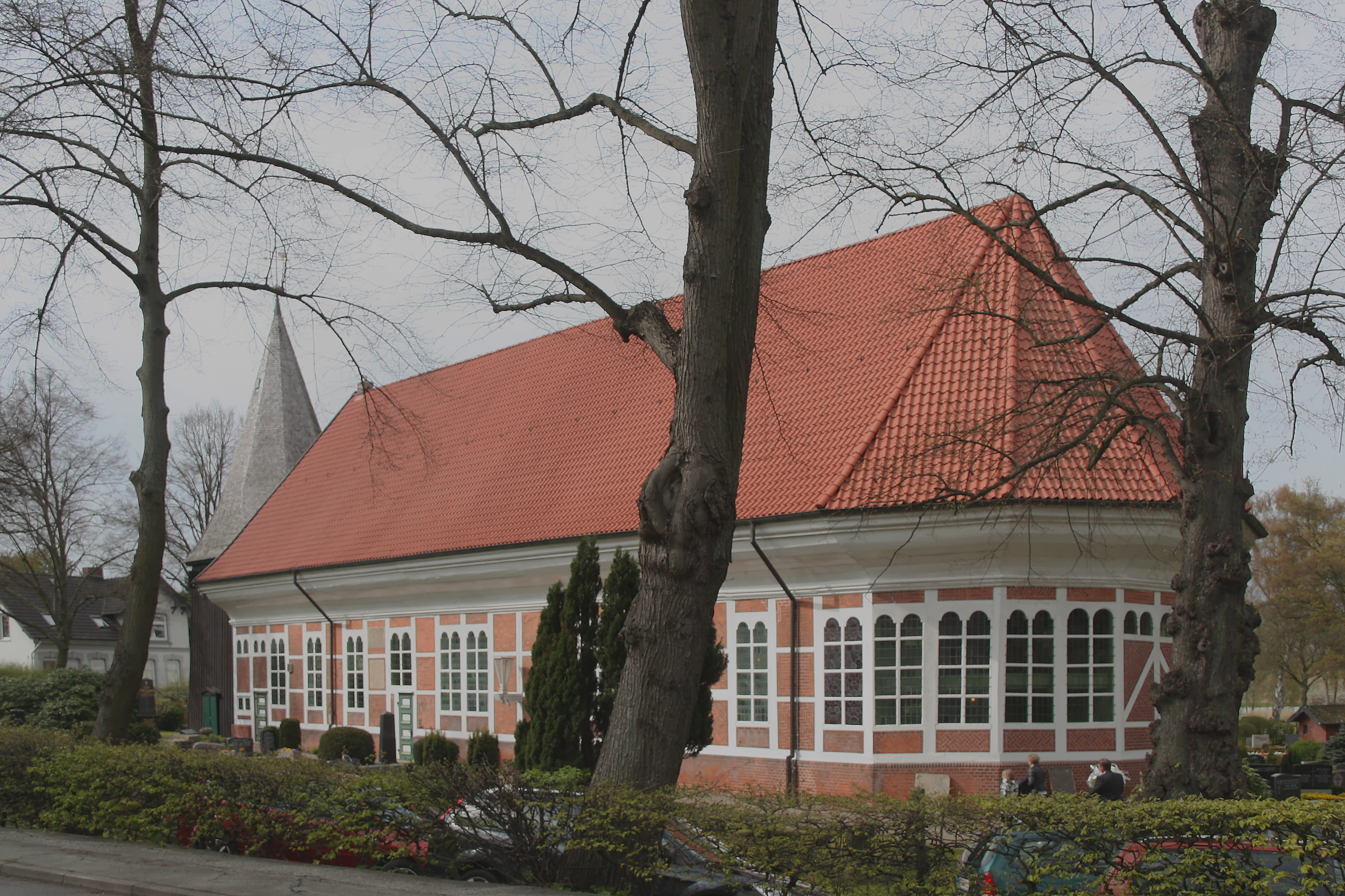
Choransicht und Südseite

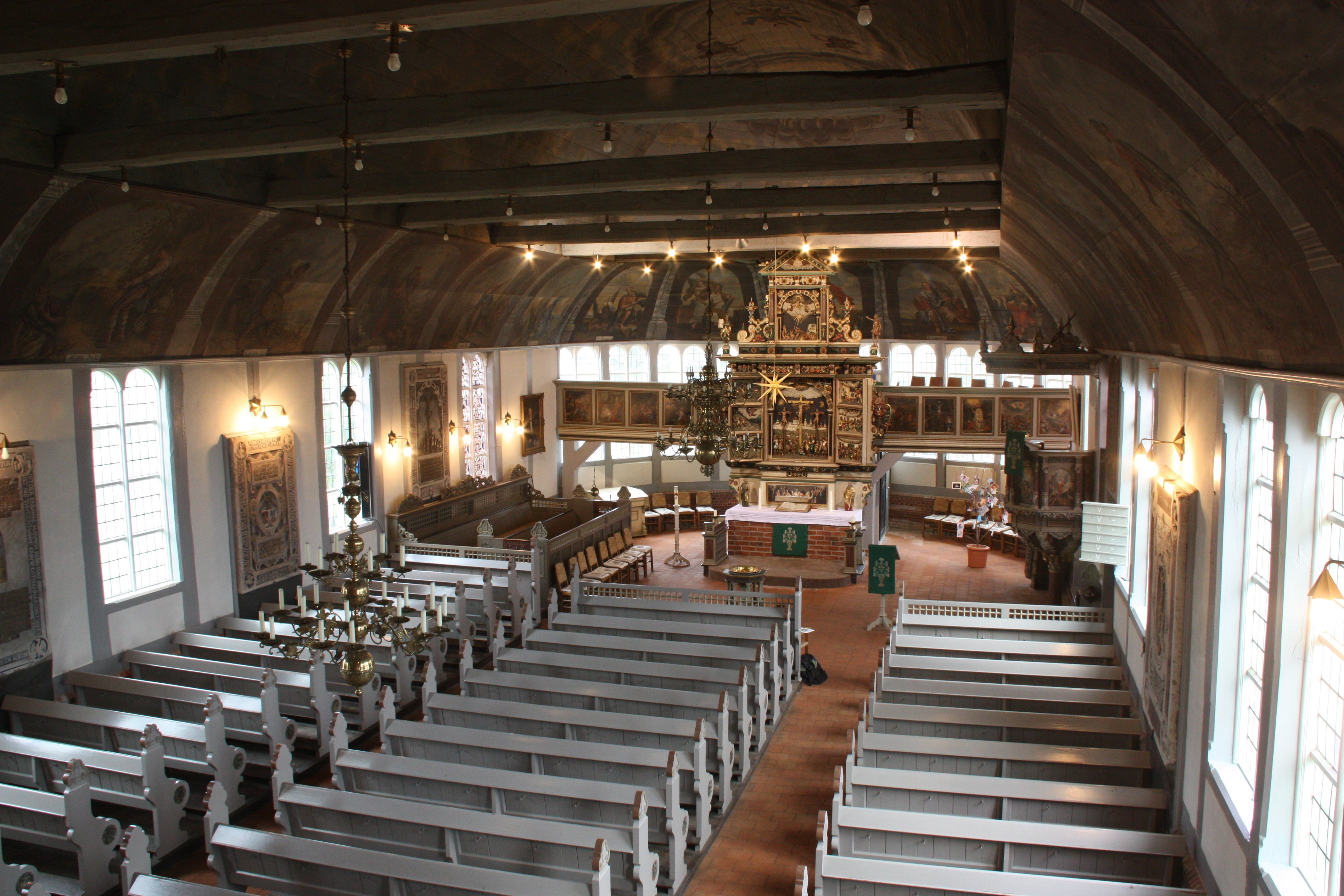
Blick von der Orgelempore auf den Altar

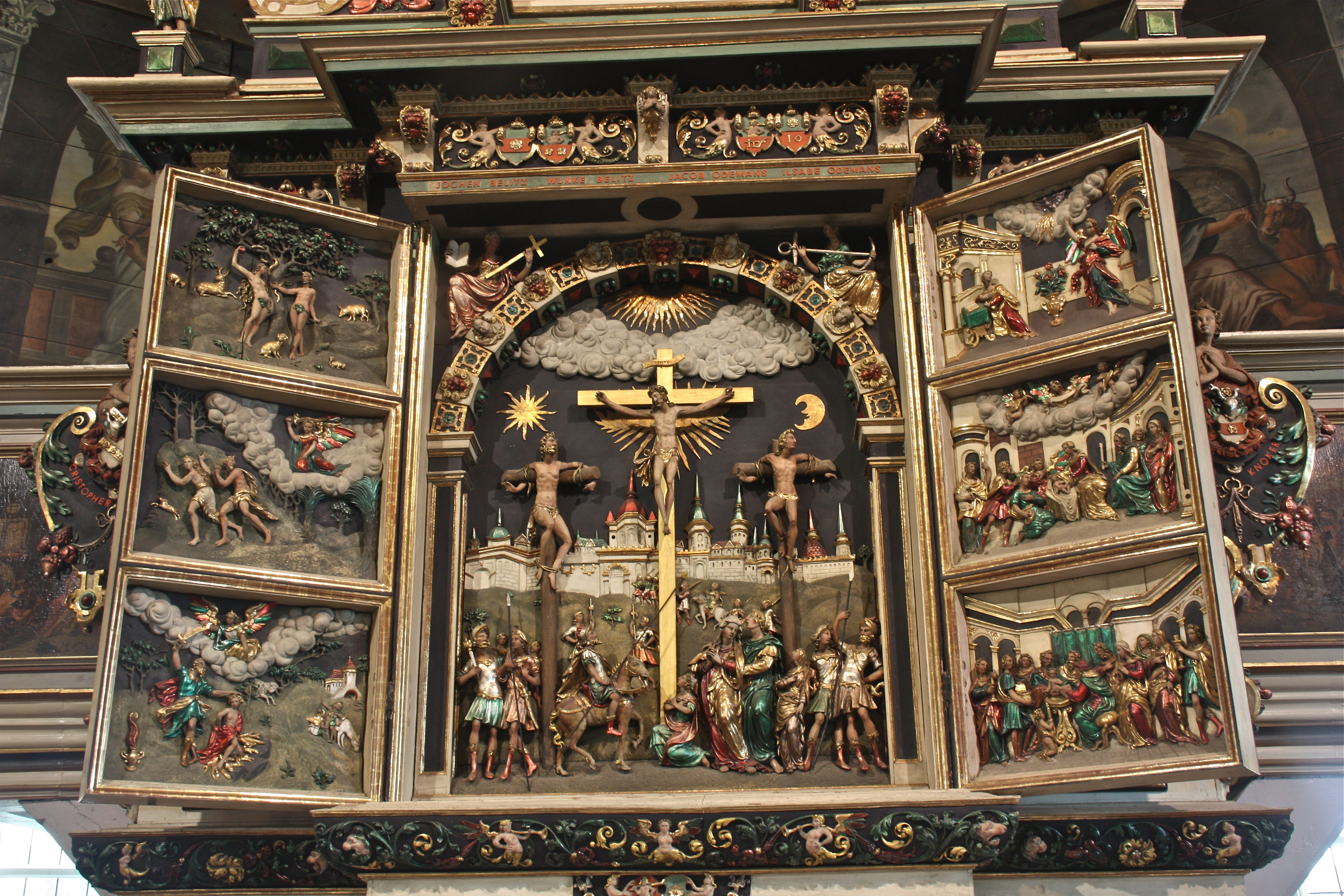
Zentraler Teil des Altars

Die evangelisch-lutherische Dreieinigkeitskirche (ⓘ) in Hamburg-Allermöhe liegt am Allermöher Deich unmittelbar an der Doven Elbe.

## Bau der Kirche
Bereits 1331 wurde zum ersten Mal im Zusammenhang mit dem Verkauf von Kirchenglocken eine Kirche in Allermöhe urkundlich erwähnt. Zu Lage und Bau dieser Kirche gibt es jedoch nur Spekulationen. Gesichert ist ein dem Apostel Petrus geweihter Kirchbau als Vorgänger der heutigen Kirche. Von diesem Bau ist noch der gedrungene hölzerne Glockenturm erhalten, dessen älteste Teile aus den Jahren vor 1580 stammen, und der als ältestes erhaltenes Bauwerk der Marschlande gilt.
Der heute noch stehende einschiffige Backsteinbau des Architekten Simon Lange stammt aus den Jahren 1611 bis 1614 und wurde am 2. Februar 1614 durch den Prediger Albert Wichgreve geweiht. Der Fachwerksaal mit hölzerner Tonnendecke und fünfseitigem Chorabschluss ist ein bei Kirchen der Vier- und Marschlande häufig anzutreffender Bautyp. Die Kirche wurde im 18. Jahrhundert zweimal leicht verändert, wobei 1750 die komplette Südwand mit dem auffälligen wuchtigen Kastengesims neu errichtet wurde.
Zur größten Instandsetzung kam es in den Jahren 1900 bis 1901 unter der Leitung von Hugo Groothoff. Nach umfangreicher Diskussion hatten sich Gemeinde und die damals unter der Leitung von Justus Brinckmann stehende Hamburger Denkmalschutzbehörde gegen einen Neubau und für die Instandsetzung entschieden. Im Vorfeld dieser Arbeiten legte man die erste umfassende Fotodokumentation des Gebäudes und seiner Ausstattung an. Auch wenn am 27. Juni 1900 bei einem Brand des Pastorates fast die gesamte ausgelagerte Innenausstattung vernichtet wurde, konnte die Renovierung plangemäß beendet werden. Sie führte nicht nur durch den Verlust von Ausstattungsstücken zu einer grundlegenden Umgestaltung des Innenraums, bei der alle alten Grabplatten vom Fußboden entfernt und an den Seitenwänden aufgestellt wurden.

## Ausstattung

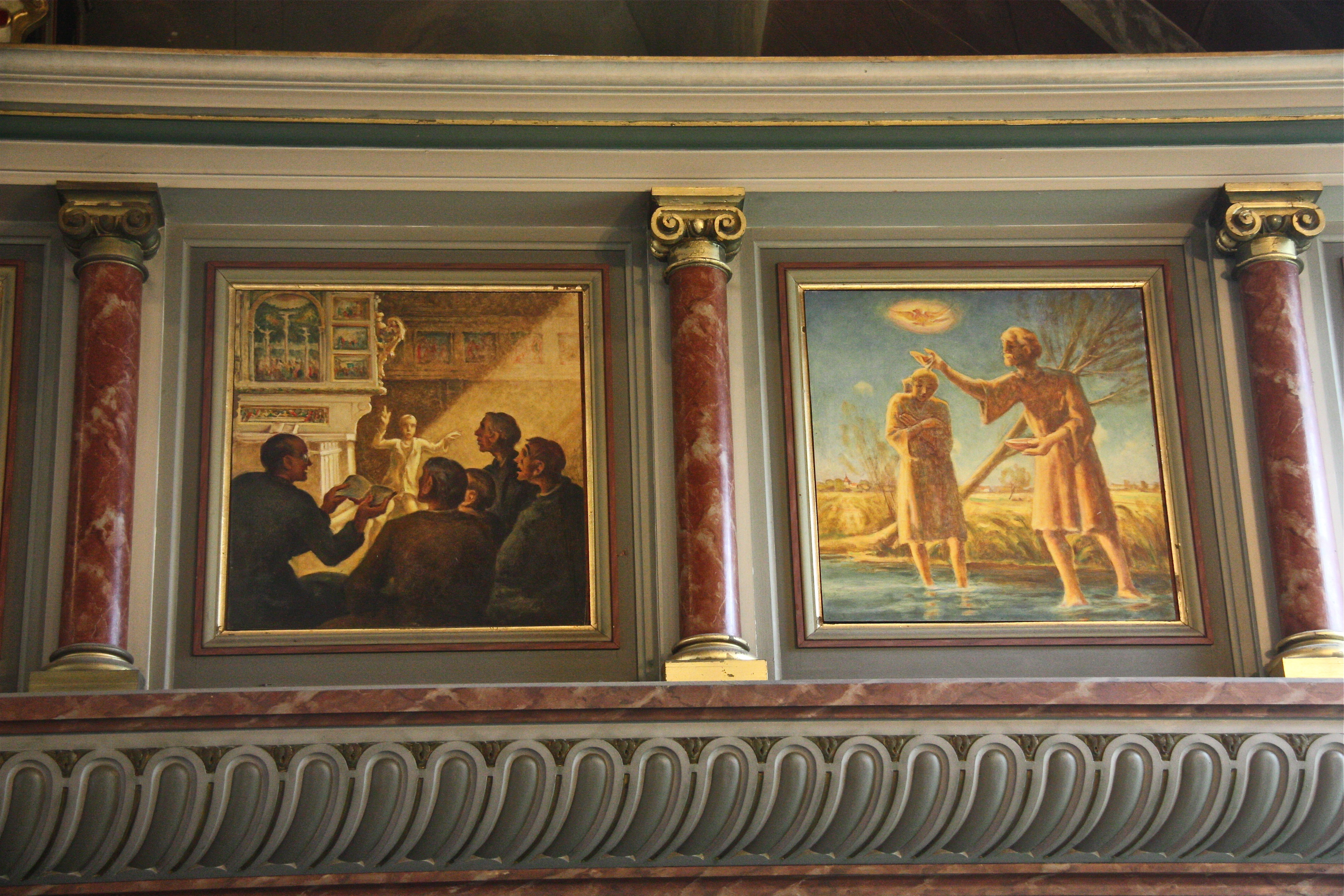
Zwei typische Emporenbilder aus den 1950er-Jahren

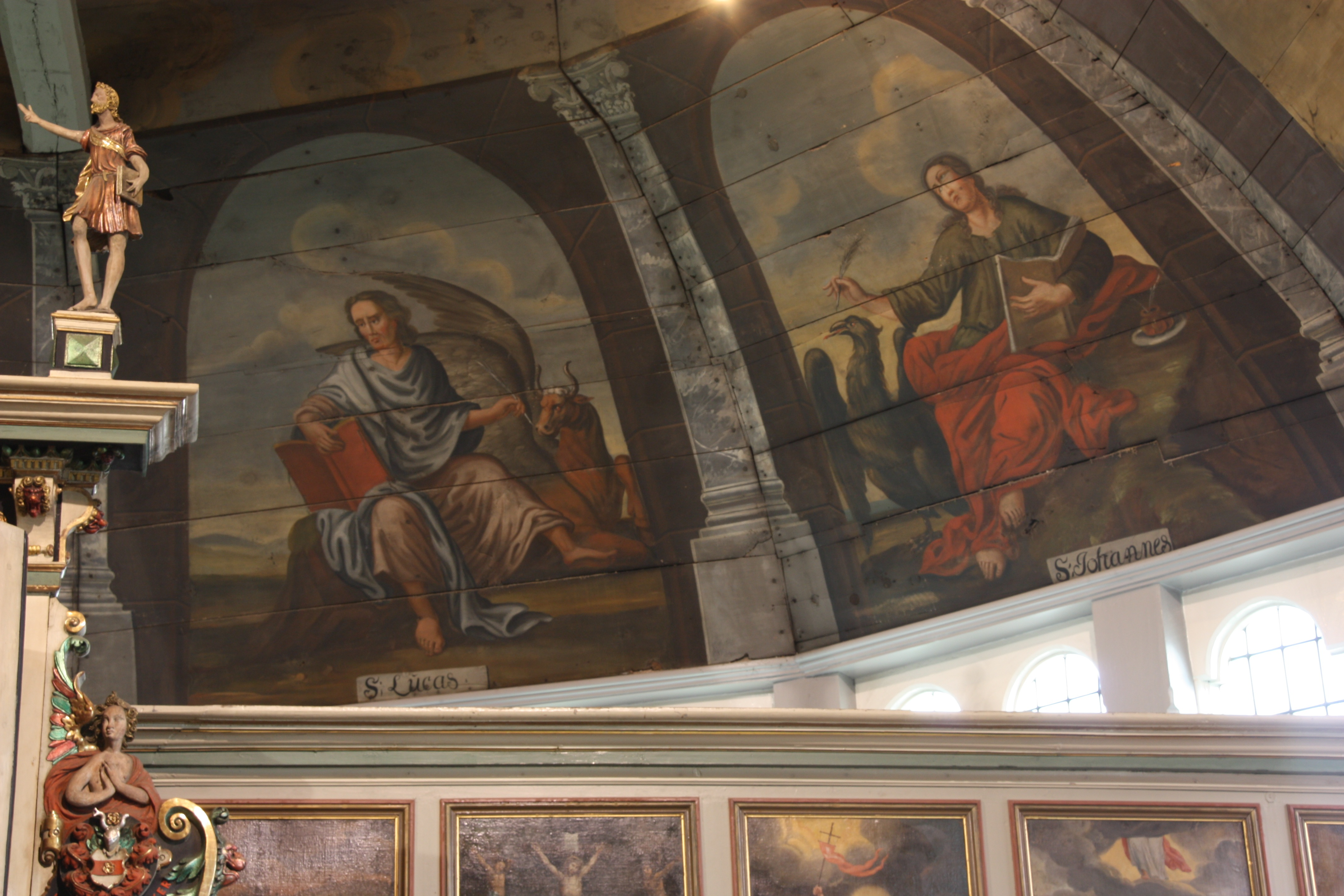
Erhaltene Deckenbilder aus dem 18. Jahrhundert

Nach dem Verlust der Kirchenausstattung 1900/01 zog sich der Ersatz oder die Wiederherstellung bis in die späten 1950er-Jahre hin. Der nicht aus der Kirche entfernte Flügelaltar, den der Hamburger Bildhauer und Holzschnitzer Hein Baxmann in den Jahren 1613/1614 schuf, ist das einzige vollständig erhaltene Stück der ursprünglichen Innenausstattung. Kanzel und Gestühl sind Neubauten, die den verbrannten Stücken nachempfunden wurden und in denen noch nutzbare Teile der alten Ausstattung verwendet wurden.
Beim sehr aufwändig und farbig gestalteten Altar steht eine Kreuzigungsszene im Mittelpunkt, die von vielfältigen biblischen Szenen umrahmt wird. Die Umrahmung zeigt auf der rechten Seite drei Szenen aus dem Neuen Testament und links drei alttestamentliche Szenen, die Krönung zeigt eine Darstellung des Jüngsten Gerichtes. Seit 1640 besitzt der Altar eine abschließende vollplastische Figur des auferstandenen Christus, die aber nicht mehr von Baxmann selbst gefertigt sein kann. Der Altar ist darüber hinaus mit reichhaltigen Ornamenten, Wappenschilden der Stifter und zwei Figuren von Moses und Johannes dem Täufer verziert. Bei einer Restaurierung 1952/1953 wurden die Farben in der ursprünglich verwendeten Technik einer Farblasur auf Gold oder Silber wiederhergestellt.
Aus der Zeit von vor 1900 sind noch Abendmahlsgeräte, Silberleuchter, eine Bibel von 1700 und einige Gemälde im Innenraum erhalten, darunter Gemälde des Malers Enoch Krull von 1725. 1929 erfolgte eine gründliche Neuausmalung der Kirche, weitere Bilder an den Emporen und am Altar ergänzte der Maler Max Grunwald in den Jahren 1953 und 1957. Bei den Bildern aus den 1950er-Jahren ist der ungewohnte Bezug zur modernen Zeit sowie zum Ort Allermöhe bemerkenswert.

## Glocken

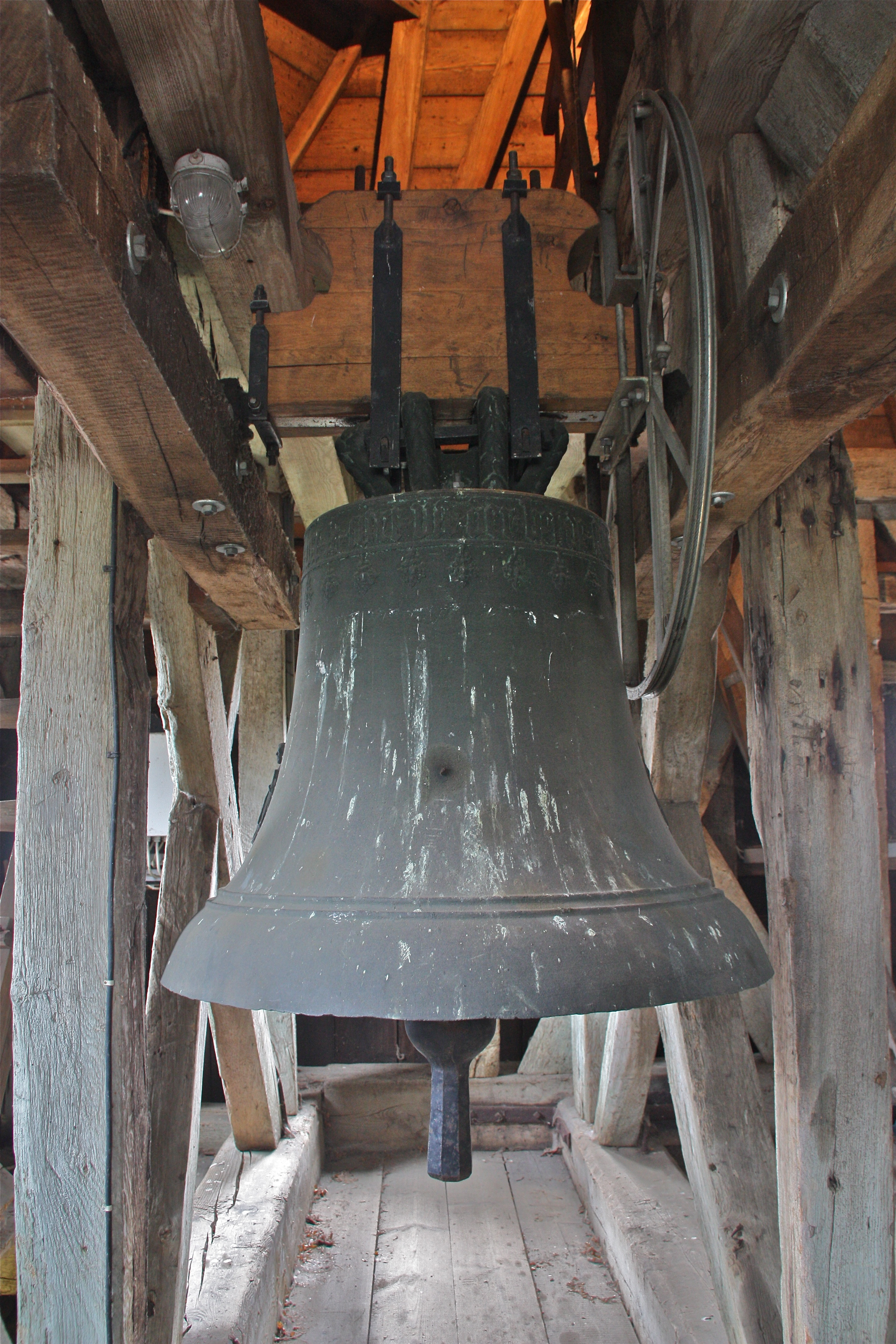
Die älteste Glocke der Kirche

Die älteste Glocke der Kirche hängt im Glockenturm, trägt den Namen Osanna und ist ein Werk des Lüneburger Gießers Cort von der Heyde aus dem Jahr 1483. Sie besteht aus Bronze, wiegt 650 kg und hat den Schlagton b1 −5. Ihre Inschrift lautet „osana het ich, Cord va de Heyde gut myck ano dmni MCCCCLXXXIII“, an den Flanken zeigt sie eine Maria mit Christuskind und einen Petrus.

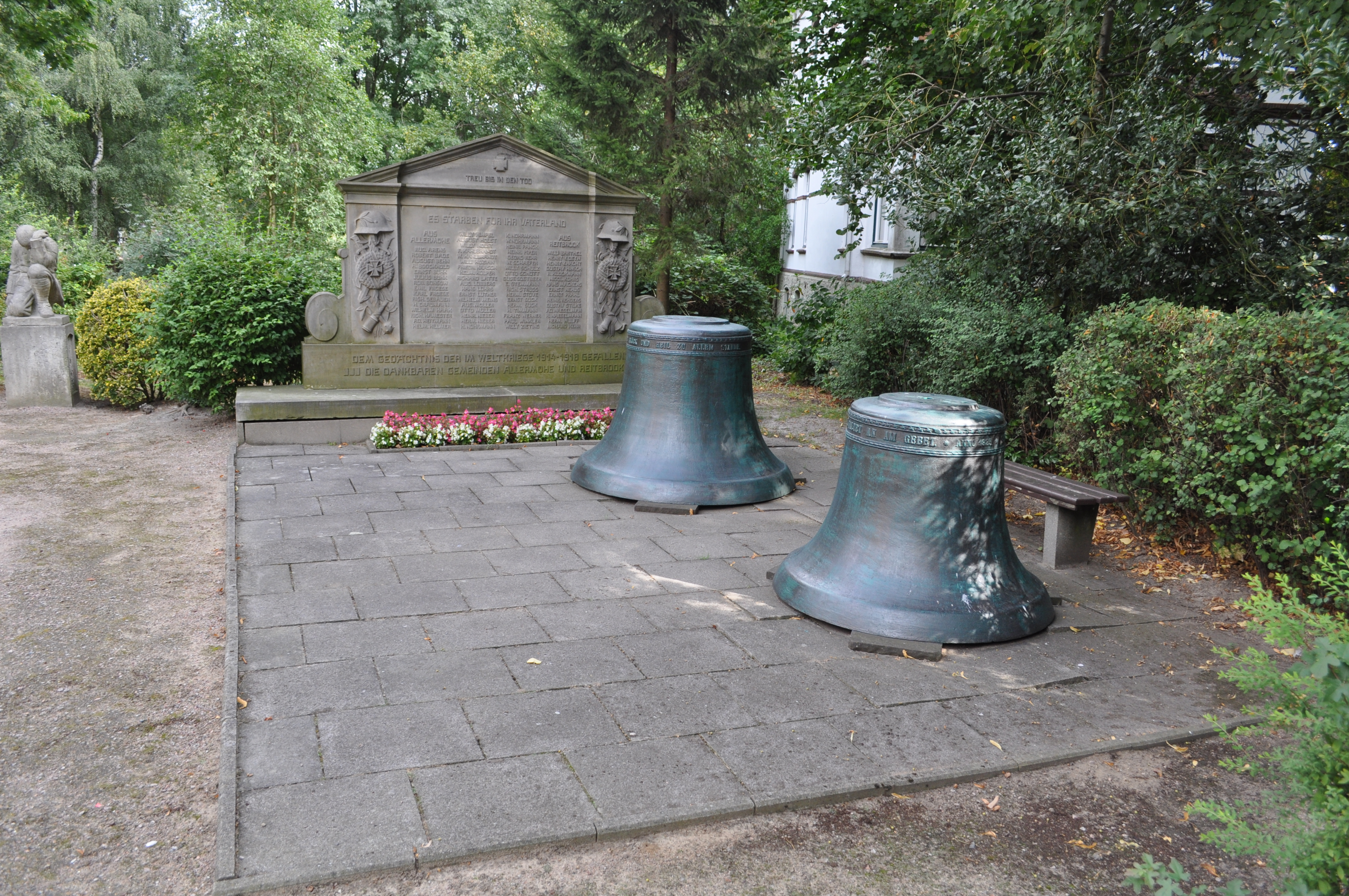
Kriegerdenkmal und alte Kirchenglocken

Die größte Glocke ist eine Bronzeglocke, die 1735 die Hamburger Gießerei Johann Andreas Bieber aus einer älteren, gesprungenen Vorgängerglocke hergestellt hat. Bei einem Durchmesser von 1320 mm, einer Höhe von 154 cm und einem Gewicht von 1650 kg hat sie den Schlagton e1 −2. Diese Glocke sollte noch kurz vor Ende des Ersten Weltkriegs für Rüstungszwecke eingeschmolzen werden, kehrte jedoch 1919 nach Allermöhe zurück. Allerdings war sie wohl während des Transports gesprungen, so dass sie für ihren eigentlichen Zweck nicht mehr verwendbar war und bis in die 1990er-Jahre als Objekt im Museum für Hamburgische Geschichte ausgestellt wurde. Erst als bei der Glockenschweißerei Lachenmeyer in Nördlingen die technischen Voraussetzungen zur Verfügung standen, den Sprung wieder reparieren zu können, kam die reparierte Glocke am 3. September 1994 in den vollständig sanierten Glockenstuhl zurück.
Die neueste Glocke der Kirche kam ebenfalls 1994 in den Turm. Sie ist ein Neuguss aus Bronze der Glockengießerei Bachert und eine Stiftung zum 175-jährigen Jubiläum der Firma Iversen, Dimier & Cie. Ihre Inschrift lautet „Friede, Friede, denen in der Ferne und denen in der Nähe“ (Jes 57,19 ), auf der Flanke steht in hebräischen Buchstaben ihr Name „Shalom“. Bei einem Durchmesser von 1135 mm und einem Gewicht von 1064 kg hat sie den Schlagton fis1 −4.
Übersicht
| Glocke | Name   | Gussjahr | Durchmesser | Gewicht | Schlagton | Inschrift                                                               |
| ------ | ------ | -------- | ----------- | ------- | --------- | ----------------------------------------------------------------------- |
| 1      | –      | 1735     | 2000 mm     | 3250 kg | e1 −2     |                                                                         |
| 2      | Shalom | 1994     | 1135 mm     | 1064 kg | fis1 −4   | „Friede, Friede, denen in der Ferne und denen in der Nähe“ (Jes 57,19 ) |
| 3      | Osanna | 1483     | 1290 mm     | 0650 kg | b1 −5     | „osana het ich, Cord va de Heyde gut myck ano dmni MCCCCLXXXIII“        |

Die zwei großen, heute vor dem Denkmal der Gefallenen der Weltkriege stehenden Eisenglocken waren bis 1994 die Vorgänger der Shalom- und der Bieber-Glocke.

## Orgel

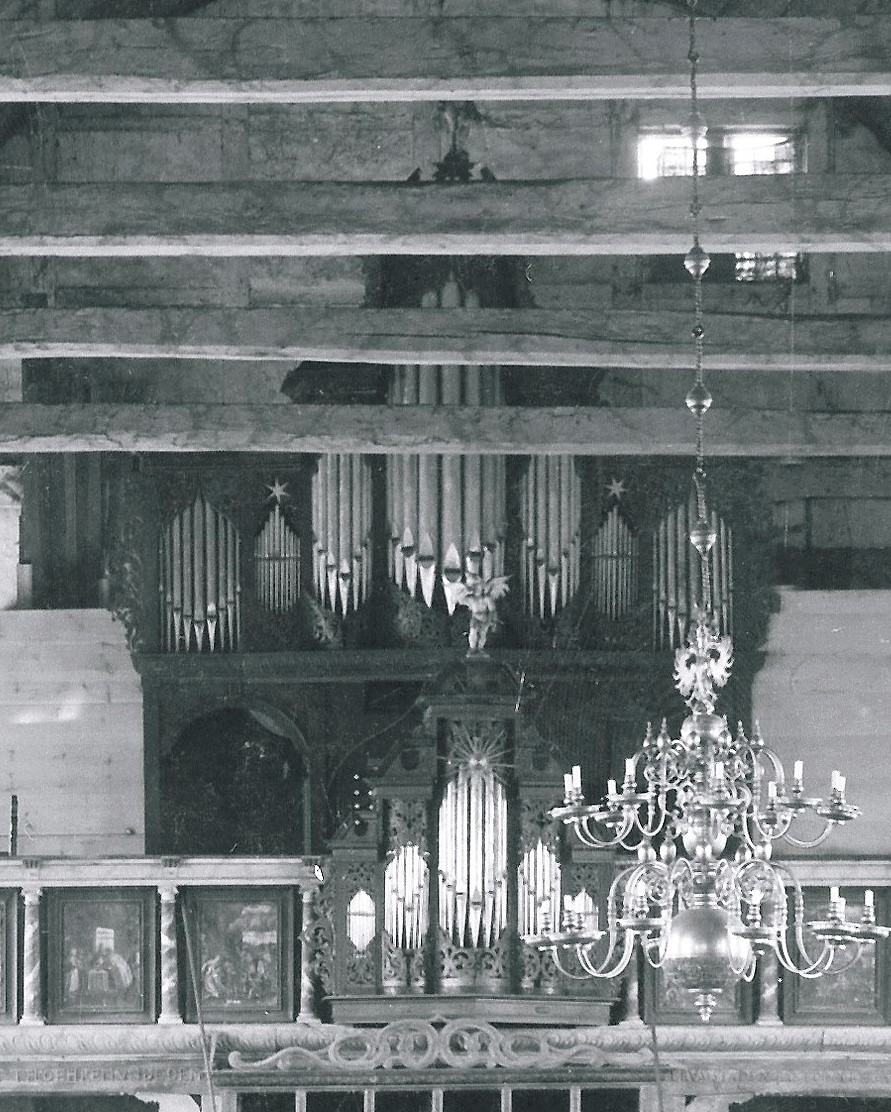
Fritzsche-Orgel von 1637

Auch wenn am Hauptbalken der Orgelempore die Inschrift „Anno + 1637 + ist disse Orgel gebuwet Godt tho Ehren unde dem Kaspel tuom Besten“ zu lesen ist, besitzt die Kirche mittlerweile ihr drittes Instrument. Von der ersten Orgel, die 23 Jahre nach der Einweihung in die Kirche kam, kennt man zwar mit Gottfried Fritzsche (Frietzsch) den Erbauer, die Disposition ist jedoch nicht bekannt. Im Jahr 1710 erfolgte ein Umbau durch Christoph Treutmann, im Jahr 1745 eine Renovierung durch Johann Dietrich Busch und 1778 eine weitere durch Johann Paul Geycke. Christian Heinrich Wolfsteller arbeitete die Orgel 1886 um. Es existieren noch Fotos von ihr aus dem Jahre 1900. Aufgrund der Renovierung im Jahr 1900 entfernte man das Instrument ebenfalls aus der Kirche und lagerte es im damaligen Pastorat ein, wo es bei dem Brand vernichtet wurde.
Am 5. August 1906 konnte das zweite Orgelwerk der Kirche eingeweiht werden, das vom Orgelbauer Paul Rother aus Hamburg geliefert worden war und 18 Register, verteilt auf zwei Manuale und ein Pedal besaß. Der Prospekt wurde 1957 von Fred Ther (Hamburg) umgearbeitet.
Nach mehr als 60 Jahren Benutzung war diese Orgel 1972 unbespielbar geworden und wurde durch eine in das vorhandene Gehäuse von 1906 eingebaute Führer-Orgel ersetzt. Auch diese Orgel verfügt über 18 Register mit 1378 Pfeifen. Sie ist eine zweimanualige mechanische Schleifladenorgel mit Hauptwerk, Oberwerk und selbständigem Pedal. Ihre heutige Disposition lautet:
| I Hauptwerk C– |              |       |
| 1.             | Prinzipal    | 8′    |
| 2.             | Rohrflöte    | 8′    |
| 3.             | Oktave       | 4′    |
| 4.             | Gedacktflöte | 4′    |
| 5.             | Oktave       | 2′    |
| 6.             | Mixtur IV–V  | 1 ⁄3′ |
| 7.             | Trompete     | 8′    |

| II Oberwerk C– |             |       |
| 8.             | Gedackt     | 8′    |
| 9.             | Blockflöte  | 4′    |
| 10.            | Prinzipal   | 2′    |
| 11.            | Quinte      | 1 ⁄3′ |
| 12.            | Scharff III | 2⁄3′  |
| 13.            | Dulcian     | 8′    |

| Pedal C– |                  |     |
| 14.      | Subbass          | 16′ |
| 15.      | Prinzipal        | 8′  |
| 16.      | Oktave           | 4′  |
| 17.      | Rauschpfeife III | 2′  |
| 18.      | Fagott           | 16′ |

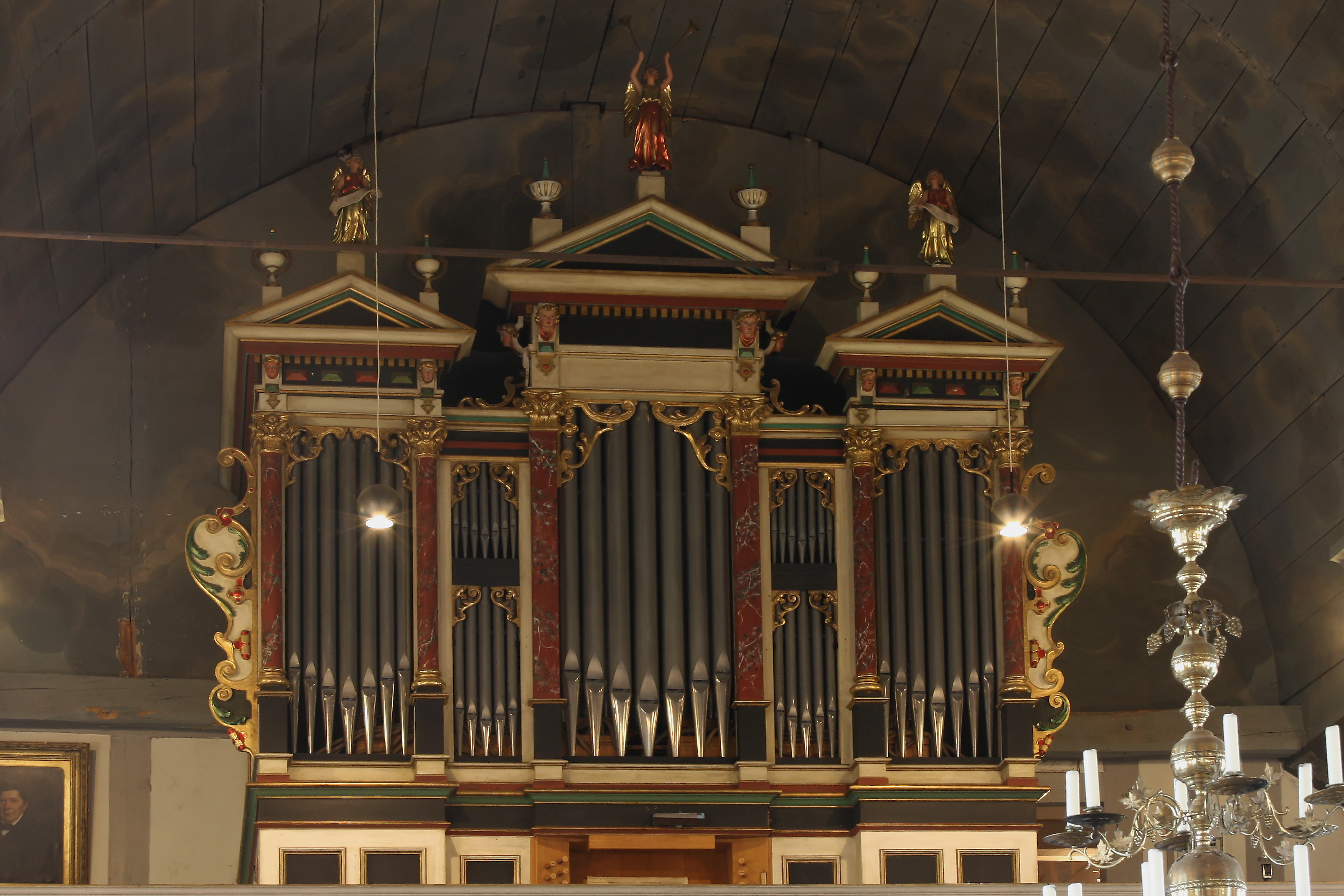
Orgelprospekt von 1906

- Koppeln: 3 Normalkoppeln (II/I, I/P, II/P)

## Fotografien und Karte
Koordinaten: 53° 28′ 56,5″ N, 10° 7′ 40,1″ O

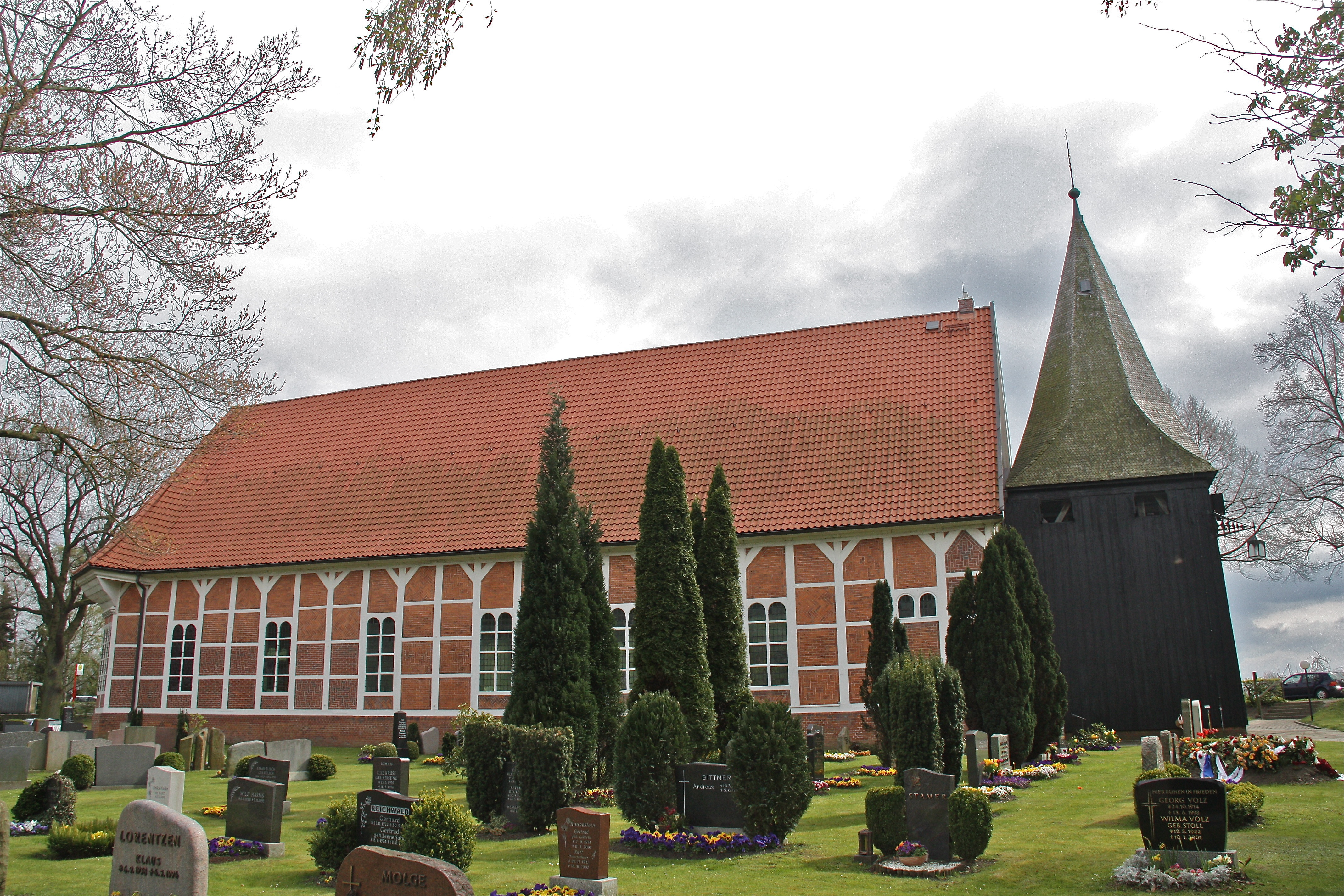
Ansicht von der Friedhofsseite
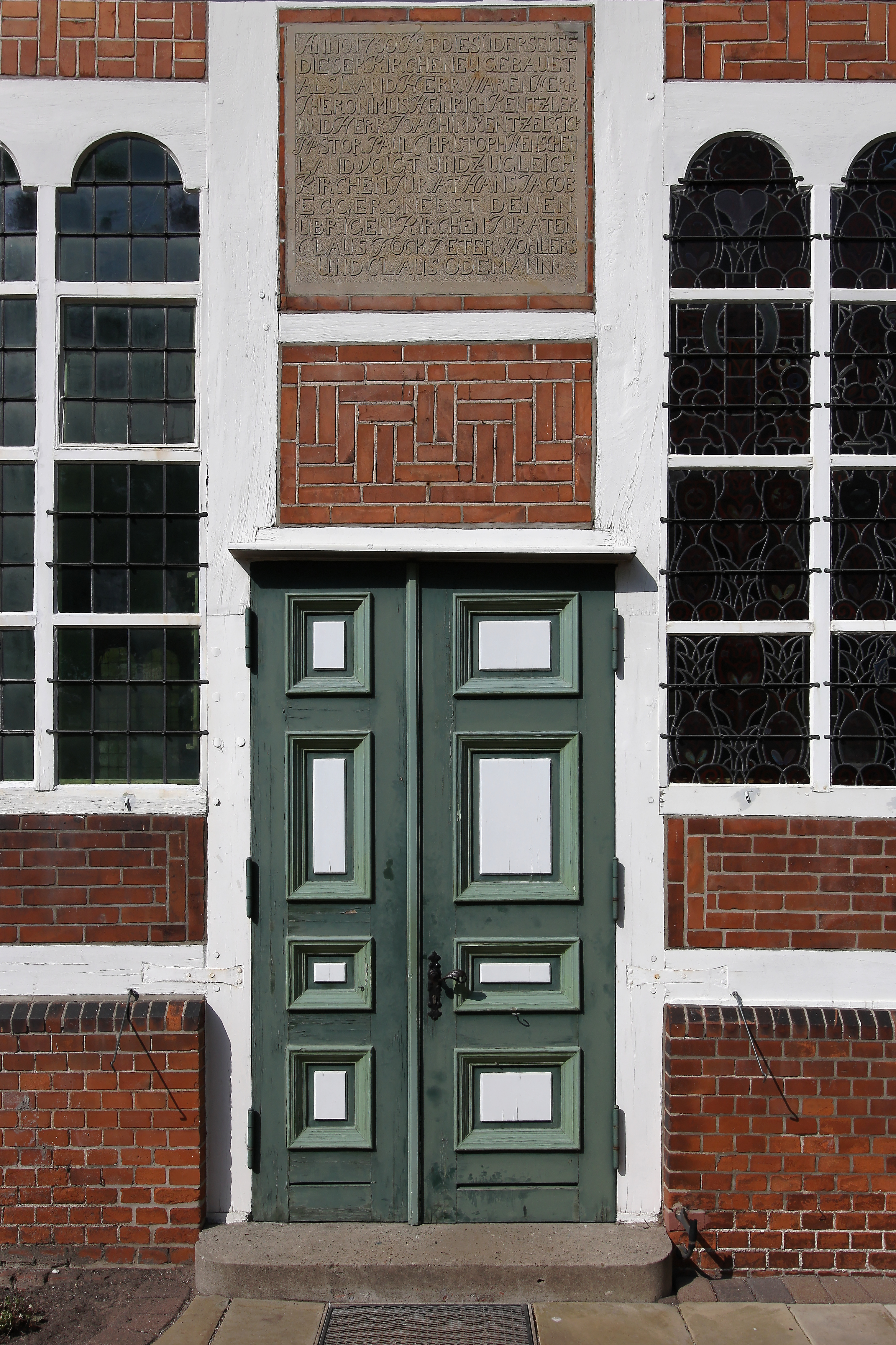
Seitentür auf der Südseite
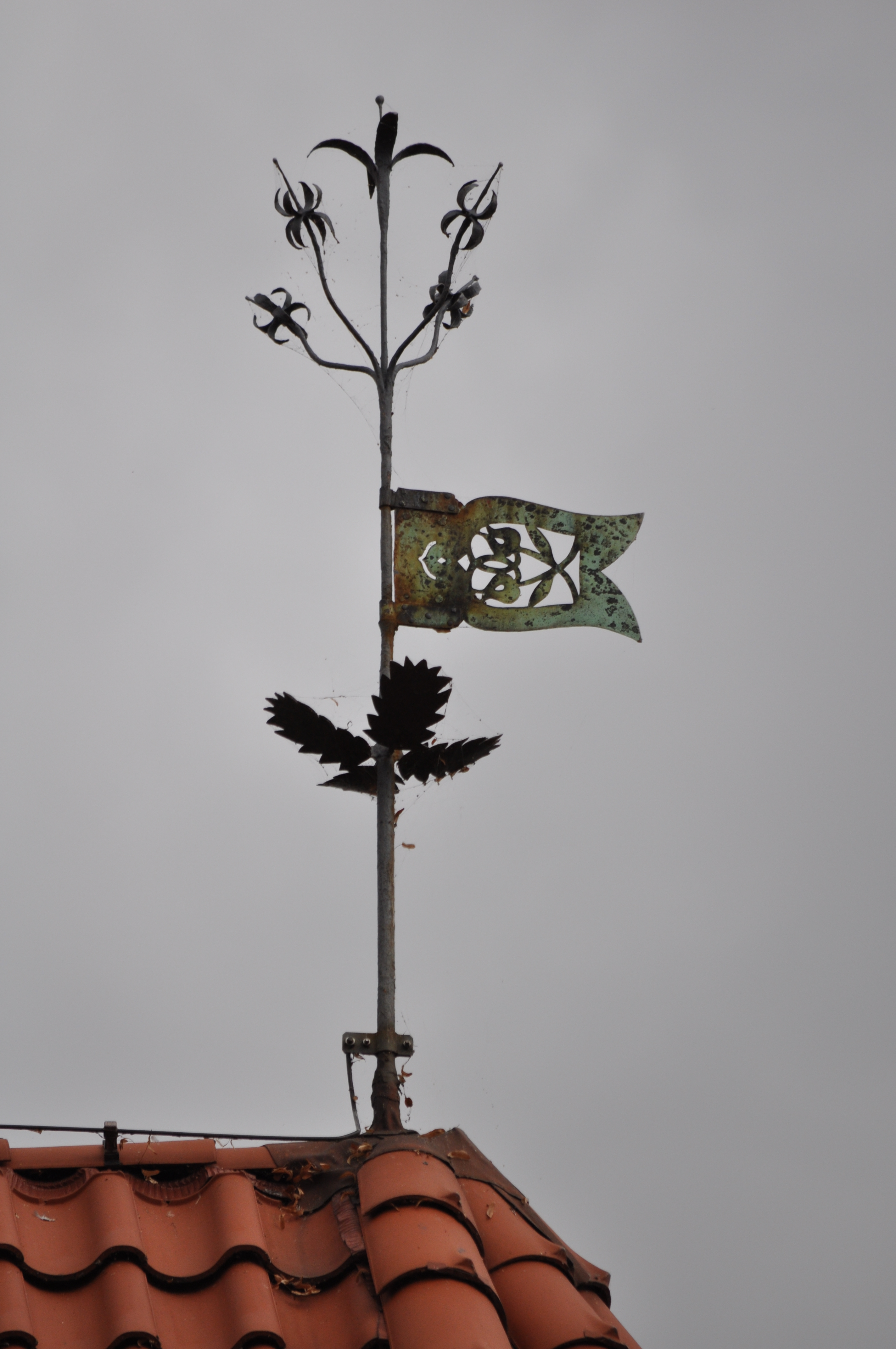
Wetterfahne